# Ostmittelschweden

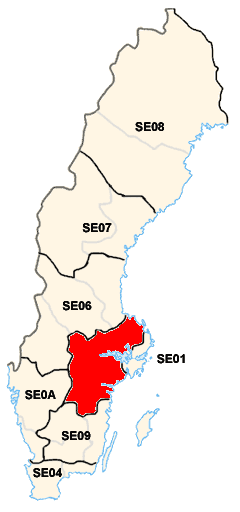
Ostmittelschweden

Ostmittelschweden (schwedisch: Östra Mellansverige) ist ein Reichsgebiet (riksområde) von Schweden. Ostmittelschweden ist Teil der Landesregion Mittelschweden. Reichsgebiete sind Teil der NUTS-Statistikregionen Schwedens und dienen vorwiegend Statistikzwecken. In dem Gebiet Ostmittelschweden leben 1.763.645 Menschen (2023).

## Geografie
Die Region liegt im zentralen Teil Schwedens, in der Nähe der Provinz und der Metropolregion Stockholm. Sie grenzt an die Riksområden Nordmittelschweden, Westschweden, Småland und die Inseln sowie an Stockholm.
Die bevölkerungsreichsten Städte sind Uppsala, Västerås, Örebro, Linköping, Norrköping, Eskilstuna, Nyköping, Motala, Enköping und Katrineholm.

### Zusammensetzung
Ostmittelschweden besteht aus den folgenden Provinzen (Län)
- Örebro
- Östergötland
- Södermanland
- Uppsala
- Västmanland

## Wirtschaft
Das Bruttoinlandsprodukt (BIP) der Region belief sich im Jahr 2021 auf 76,258 Mrd. €, was 14,5 % der schwedischen Wirtschaftsleistung entsprach. Das kaufkraftbereinigte Pro-Kopf-BIP lag im selben Jahr bei 31.500 € bzw. 106 % des EU27-Durchschnitts. Das BIP pro Arbeitnehmer lag ebenfalls bei 106 % des EU-Durchschnitts.